# Fundación Pensar
La Fundación Pensar es un think tank argentino vinculado a Propuesta Republicana (PRO), partido liderado por Mauricio Macri. Se dedica a aportar ideas para el progreso y desarrollo de la Argentina. Desde el 2024, su presidenta es la diputada nacional, María Eugenia Vidal.

## Historia
En abril del 2010 se relanzó como el centro de políticas públicas del PRO, con Francisco Cabrera como su nuevo presidente. El objetivo de la Fundación Pensar fue redirigido hacia diseñar las políticas públicas y coordinar los equipos técnicos para un eventual gobierno nacional.
Desde entonces, Pensar fue consolidando una red federal con equipos técnicos y sedes en distintas provincias, entre ellas Mendoza, Córdoba, Corrientes, Santa Fe, Tucumán y La Pampa. A lo largo de los años, ha trabajado en el desarrollo de propuestas para diversas áreas de gobierno como educación, salud, economía, innovación, desarrollo social y medio ambiente.
En 2023, la Fundación fue presidida de forma interina por la abogada y periodista Silvina Martínez, quien condujo una etapa de transición institucional. Ya en 2024, la Fundación se reorganizó con la asunción de María Eugenia Vidal como presidenta, marcando el inicio de una nueva etapa de apertura y relanzamiento nacional.

## Relanzamiento de Pensar

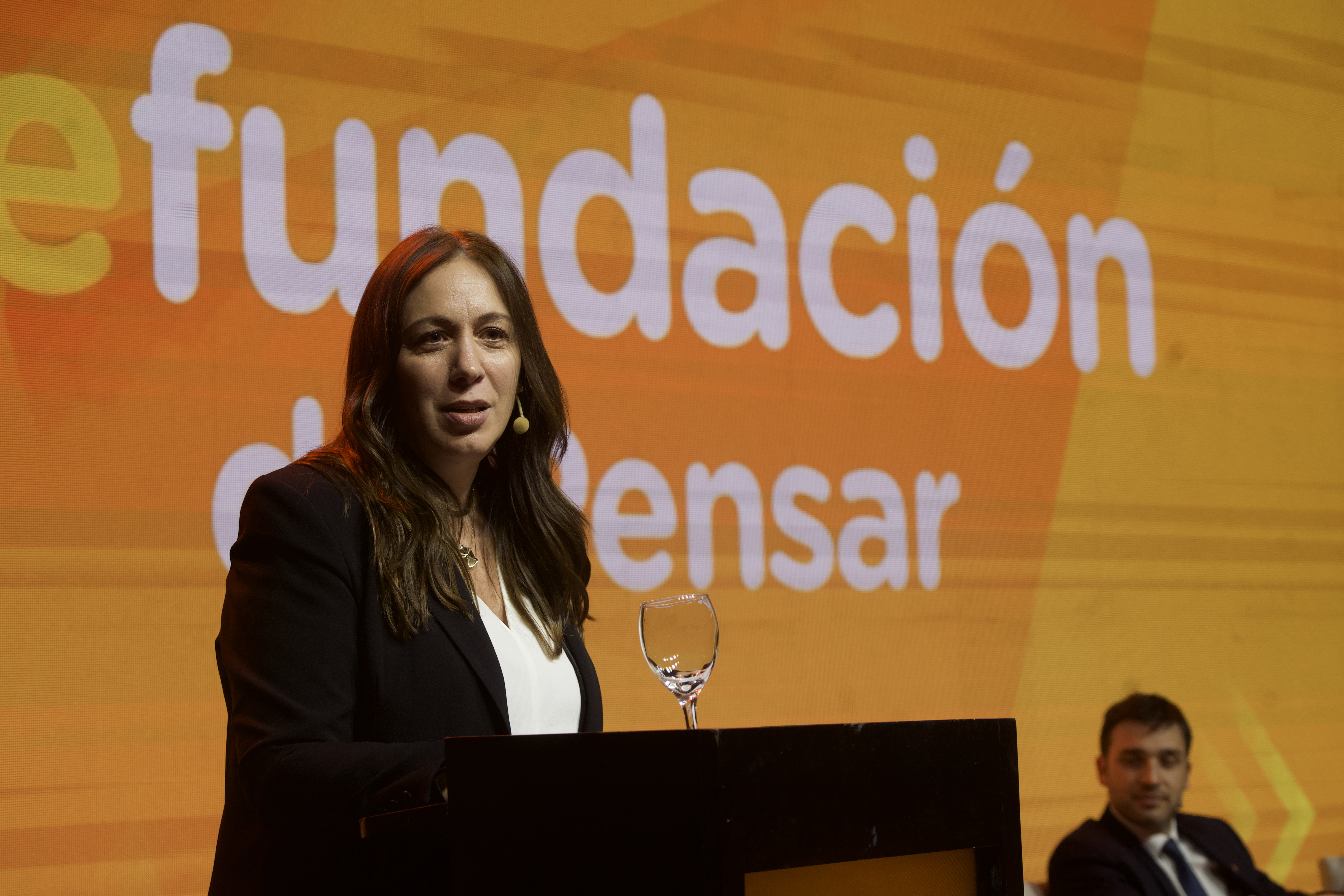
María Eugenia Vidal en la Refundación Pensar. Agosto 2024.

El 10 de junio de 2024, María Eugenia Vidal asumió como presidenta de la Fundación Pensar, acompañada por Silvia Lospennato como vicepresidenta, Francisco Quintana como secretario, José María Grippo como tesorero y María Candelaria Fernández como directora ejecutiva.
A fines de agosto de 2024, Pensar celebró su relanzamiento con un Encuentro Regional sobre Federalismo en la ciudad de Paraná, Entre Ríos. Participaron referentes del PRO como Mauricio Macri, el gobernador de Entre Ríos Rogelio Frigerio, el gobernador de Chubut Ignacio Torres, el jefe de gobierno porteño Jorge Macri y la vicegobernadora de Santa Fe Gisela Scaglia.
La presidenta de Pensar, María Eugenia Vidal destacó que “equipos técnicos, dirigentes y representantes de todo el país nos reunimos para trabajar sobre el presente y el futuro de nuestro país”. Y la Fundación Pensar abre sus puertas para que todas las personas que quieran sumar su aporte puedan hacerlo. Finalmente, señaló: “A la pregunta sobre dónde está el PRO, la respuesta es firme: estamos del lado de nuestros valores, del equipo, de la gestión y de la renovación.”

## Encuentros Regionales

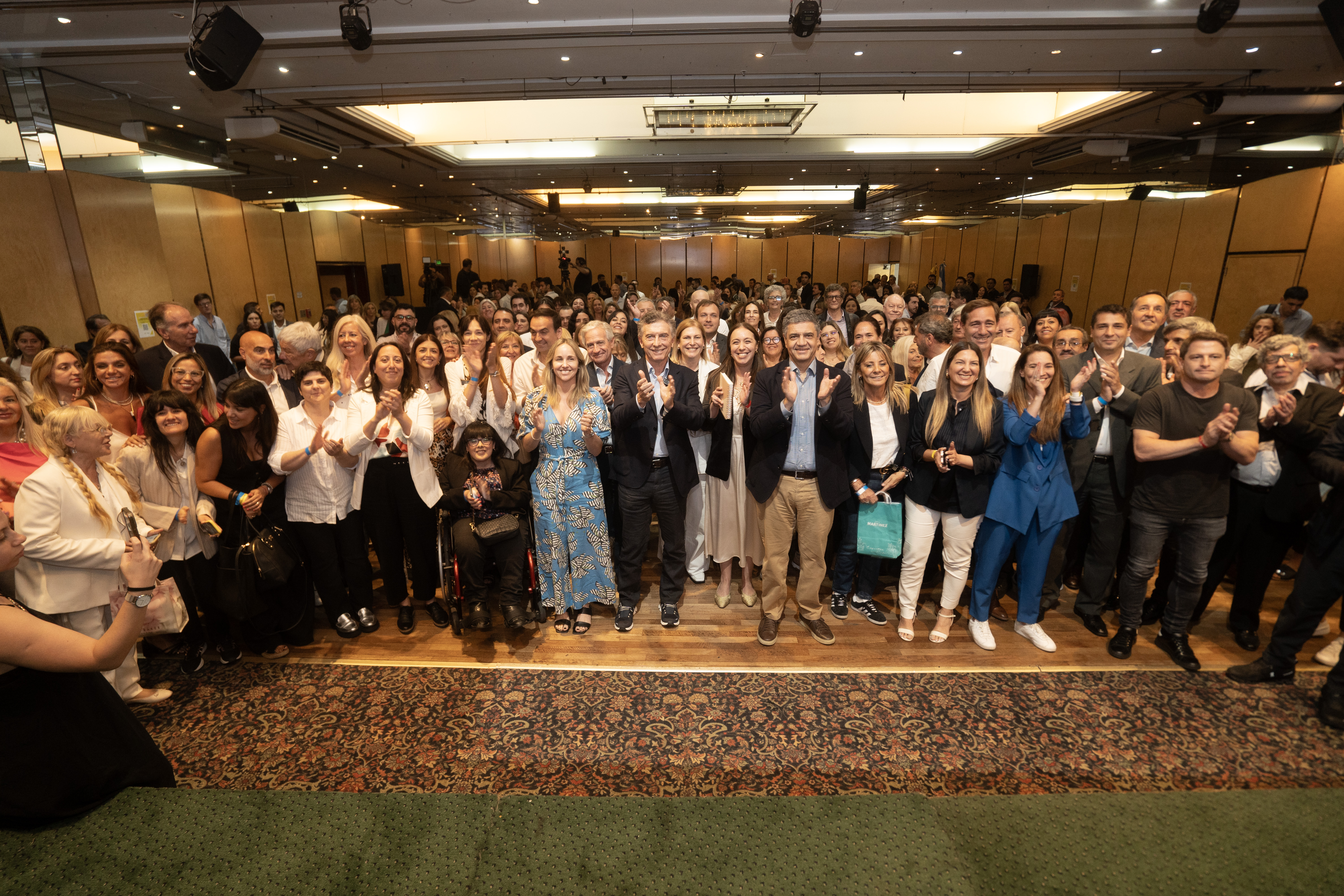
Encuentro de la Fundación Pensar en CABA. Diciembre 2024.

Desde su relanzamiento, la Fundación Pensar organizó distintos encuentros federales: 
- “Desafíos y oportunidades de la industria minera” (San Juan): reunió a especialistas, autoridades y dirigentes para debatir sobre el desarrollo sostenible de la minería en Argentina.[7]
- “Diseñar políticas públicas en la era de la inteligencia artificial” (Ciudad Autónoma de Buenos Aires): abordó tendencias tecnológicas, ética y los impactos sociales de la IA, con la participación de expertos y funcionarios.[8]

## Charlas Organizadas por Pensar
Durante la gestión de María Eugenia Vidal, la Fundación Pensar lanzó nuevos formatos de participación y diálogo con distintos públicos. Pensar Fuera de la Caja es un espacio abierto que invita a la ciudadanía a involucrarse activamente en la generación de ideas y propuestas para el país, mientras que Imaginá Argentina es un ciclo de conversaciones entre líderes políticos y sociales sobre los desafíos actuales y futuros de la Argentina. En este último participaron referentes como la presidenta de la fundación, María Eugenia Vidal; la intendenta de Vicente López, María Soledad Martínez; y el expresidente Mauricio Macri, quien mantuvo un diálogo público con el expresidente de Uruguay, Luis Lacalle Pou.

## Controversias
En junio de 2016 se denunció penalmente a la diputada de Cambiemos y presidenta del PRO de Avellaneda, Gladys González, por pedir 10% de los sueldos para la Fundación Pensar a cambio de ubicar a diferentes personas en empleos públicos. Según una presentación realizada ante la UFI N° 2 de Avellaneda, González, quien además es interventora en el Sindicato de Obreros Marítimos (SOMU), proponía "la posibilidad de designar personas en cargos provinciales, los cuales deben imperativamente donar el diez por ciento de su salario a una fundación". El presidente de la fundación dijo que son financiados por "aportes privados", pero se niegan a revelar detalles sobre quiénes sostienen la estructura. Algunos analistas consideran que, el fin subyacente de la fundación es recibir todos los aportes privados que el PRO, —dadas las leyes de financiamiento político y de campañas—, no puede recibir en forma directa".
En 2016 de acuerdo al registro de subsidios que publica la Cámara de Diputados de La Pampa, entre el 10 de diciembre de 2015 y agosto del 2016, los  legisladores del macrismo en la provincia entregaron 264.000 pesos a la Fundación Pensar, algo más del 37% de la totalidad de subsidios concedidos a diversas entidades.
Por pedido del fiscal Guillermo Marijuán, el juez Lijo también puso bajo investigación otras fundaciones ligadas a dirigentes del Pro: Fundar, Seguridad y Justicia, Creer y Crecer y Formar".

## Causa judicial por su financiación
En 2014 la Procuraduría de Criminalidad Económica y Lavado de Activos (Procelac) denunció al ministro de Cultura Hernán Lombardi por desvío de fondos públicos porteños que terminaron en la fundación Pensar. En 2015 imputaron a Lombardi y al presidente de la Fundación Pensar Matteo Goretti por lavado de activos. Para la fiscal, Goretti "obtuvo recursos del gobierno de la ciudad por al menos $ 1.302.153 para beneficiar ilícitamente a la Fundación Pensar, valiéndose de la Fundación CEPPA e invocando fraudulentamente el Régimen de Promoción Cultural". Fue imputado Hernán Lombardi por lavado de dinero a partir de la materialización de donaciones en favor de la Fundación “Pensar Argentina", pero luego de cuatro años de investigación la causa fue cerrada por inexistencia de delito.
De acuerdo a lo señalado por la fiscal federal en su requerimiento de instrucción, “valiéndose de la Fundación CEPPA e invocando fraudulentamente el Régimen de Promoción Cultural de la CABA - reunió recursos del GCABA por intermedio de actos administrativos dictados por Hernán Lombardi en su rol de ministro de Cultura del Gobierno capitalino”.
Una vez que dichos fondos resultaban sustraídos de la esfera del GCABA y percibidos por la Fundación CEPPA, “no se dirigían al destino para el que fueran suministrados -esto es la promoción de actividades culturales”, explicó la representante del MPF. “Por el contrario, se desviaban para finalmente ser reingresados al circuito lícito a fin de financiar a la Fundación ‘Pensar Argentina’, integrada por el ministro Hernán Lombardi y presidida por Mateo Goretti. La fiscal federal Paloma Ochoa pidió la apertura de un sumario penal y sugirió investigar al ministro de Cultura del Gobierno de la Ciudad de Buenos Aires, Hernán Lombardi, por presunto fraude al estado y lavado de activos. Pero, concluida la investigación, el juez a cargo de la causa resolvió: "Lo expuesto anteriormente, me permite concluir que no existe en la investigación ningún elemento probatorio que permita sostener que la Fundación CEPPA haya financiado de manera ilícita a la Fundación Pensar Argentina con los fondos que fueron otorgados para la ejecución de los Proyectos 219/RPC/2009, 702/RPC/2010, 1179/RPC/2011 y 1753/RPC/2011 [...] 
En 2021 se presentaron nuevas denuncias contra la fundación Pensar a raíz de las denuncias sobre una fundación fantasma propiedad de Mauricio Macri investigandose la posible canalización y lavado de dinero